# Прожиточный минимум в России
Прожиточный минимум в России — минимальный уровень дохода, который считается необходимым для обеспечения определённого уровня жизни в России.
До конца 2020 года это была стоимость условной потребительской корзины. В России в годовую потребительскую корзину трудоспособного человека входят 100 кг картофеля, 126,5 кг хлеба, макарон и крупы, 60 кг фруктов, 58 кг мяса, 210 яиц и т. д. Кроме еды, в корзину входят ещё и непродовольственные товары, которые оцениваются в половину суммы, потраченной на продукты. Коммунальные платежи и прочие услуги — также берутся как 50 % стоимости продуктовой корзины. При этом, прожиточный минимум рассчитывается отдельно по каждому региону. А также для трёх групп населения — дети, пенсионеры и трудоспособные. Считается, что меньше всего денег нужно пенсионерам. Прожиточный минимум это условная величина, нужная для расчёта пособий, социальных выплат, МРОТ, штрафов и налогов.
С 1 января 2021 года прожиточный минимум в России, согласно Федеральному закону от 29.12.2020 N 473-ФЗ, рассчитывается, как 44,2 % от медианного дохода граждан РФ за прошлый год, с учётом коэффициента дифференциации по каждому региону. В целом по РФ прожиточный минимум на 2021 год составит 11 653 рубля в месяц (или на 3,7 % больше, чем в IV квартале 2020 года). Прожиточный минимум будет устанавливаться не ежеквартально, как раньше, а 1 раз в год, при этом в сторону уменьшения прожиточный минимум меняться не будет. В декабре 2022 года президент Владимир Путин подписал указ, устанавливающий на 2023 год прожиточный минимум в целом на душу населения страны в 14 375 рублей, до этого момент он составлял 13 919 рублей. Согласно документу, в 2024 году прожиточный минимум увеличится до 15 049 рублей. На 2025 год правительство увеличило размер прожиточного минимума в целом на душу населения до 17 733 рублей.

## История
Величина прожиточного минимума, как правило, устанавливается по результатам прошедшего периода, поэтому использовалась формулировка «за квартал», с 2021 года — за прошлый год. 
Между тем с 2002 года Трудовой кодекс РФ гласит: МРОТ устанавливается на всей территории РФ федеральным законом и не может быть ниже величины прожиточного минимума трудоспособного населения, а «сроки и порядок» поэтапного повышения МРОТ до этого самого минимума должны быть установлены федеральным законом. В 2014 г. Минтруд пообещал, что МРОТ будет доведён до уровня официально установленного прожиточного минимума к 1 октября 2017 г. С 1 октября 2015 года планировалось упразднить федеральный МРОТ и заменить его на региональный, который устанавливался бы для каждого субъекта федерации в отдельности и зависел от прожиточного минимума. Однако от этих планов решено было отказаться.
19 апреля 2017 г. премьер-министр России Дмитрий Медведев, выступая в Госдуме с отчётом о работе правительства за год, заявил, что минимальный размер оплаты труда будет повышен до уровня прожиточного минимума работающего человека в ближайшие несколько лет. Федеральным законом от 19.06.2000 N 82-ФЗ «О минимальном размере оплаты труда» (Закон от 19.06.2000 N 82-ФЗ) определено, что с 1 января 2019 г. МРОТ устанавливается в размере не ниже величины прожиточного минимума трудоспособного населения в целом по РФ за II квартал предыдущего года, а c 1 января 2021 года — не ниже прожиточного минимума на очередной год.
На август 2015 минимальный прожиточный минимум в России, по результатам опроса населения ВЦИОМ, составлял 22 755 рублей, что в 2,5 раза больше официальной величины, рассчитанной Росстатом. По данным Росстата, в октябре 2015 года реальная зарплата среднего россиянина сократилась на 10,9 % по сравнению с октябрём 2014 г. По оценке «ВТБ Капитал», в этом году россияне расходовали 50-55 процентов семейного бюджета на покупку продуктов.
По информации вице-премьера РФ Татьяна Голиковой, прожиточный минимум в России с 2020 года по апрель 2024 года вырос на 36,6 %, что на 6,4 % выше официальной инфляции за данный период. Летом 2024 года правительство России увеличило размер прожиточного минимума: на душу населения до 17 733 рублей; для трудоспособного населения до 19 329 рублей; для детей — до 17 201 рубля; для пенсионеров — 15 250 рублей.
Величина прожиточного минимума, согласно Росстату, в соответствии с Федеральным законом от 24 октября 1997 года № 134-ФЗ «О прожиточном минимуме в Российской Федерации» представляла собой стоимостную оценку потребительской корзины, включающей минимальные наборы продуктов питания, непродовольственных товаров и услуг, необходимых для сохранения здоровья человека и обеспечения его жизнедеятельности, а также обязательные платежи и сборы.
Потребительская корзина в субъектах Российской Федерации устанавливается законодательными (представительными) органами субъектов Российской Федерации.

## Назначение прожиточного минимума
Прожиточный минимум в целом по Российской Федерации предназначается для:
- оценки уровня жизни населения Российской Федерации при разработке и реализации социальной политики и федеральных социальных программ;
- обоснования устанавливаемых на федеральном уровне минимального размера оплаты труда и минимального размера пенсии по старости, а также для определения устанавливаемых на федеральном уровне размеров стипендий, пособий и других социальных выплат;
- формирования федерального бюджета.

Прожиточный минимум в субъектах Российской Федерации предназначается для:
- оценки уровня жизни населения соответствующего субъекта Российской Федерации при разработке и реализации региональных социальных программ;
- оказания необходимой государственной социальной помощи малоимущим гражданам;
- формирования бюджетов субъектов Российской Федерации.
- Центров занятости населения, с целью определения «подходящей» работы для официально зарегистрированных безработных[23].

## Социальная направленность прожиточного минимума
Показатель прожиточного минимума носит социальный характер и применяется для оценки уровня жизни населения, а также является важным ориентиром при установлении минимального размера оплаты труда. Так, минимальный размер оплаты труда не может быть ниже величины прожиточного минимума трудоспособного населения (ч. 1 ст. 133 ТК РФ).
Норм, предполагающих применение величины «прожиточного минимума» работодателями, нет ни в трудовом, ни в налоговом законодательстве.

### Величина прожиточного минимума
По Российской Федерации в целом и в субъектах Российской Федерации величина прожиточного минимума определяется ежеквартально на основании потребительской корзины и данных федерального органа исполнительной власти по статистике об уровне потребительских цен на продукты питания, непродовольственные товары и услуги и расходов по обязательным платежам и сборам.
Величина прожиточного минимума на душу населения и по основным социально-демографическим группам населения в целом по Российской Федерации устанавливается Правительством Российской Федерации, в субъектах Российской Федерации — в порядке, установленном законами субъектов Российской Федерации.
Величины прожиточного минимума устанавливаются в руб./месяц, отдельно на душу населения, для трудоспособного населения, для пенсионеров, для детей. С 1 января 2021 года размер федерального прожиточного минимума на душу населения стал рассчитываться с учётом медианного подушевого дохода за предыдущий год, размер прожиточного минимума для трудоспособного населения должен составить 109 % от прожиточного минимума на душу населения, для пенсионеров — 86 %, для детей — 97 %.
| Год / кварталПоказатели       | 2000          | 2000          | 2000          | 2000          | 2005             | 2005             | 2005             | 2005             | 2010             | 2010             | 2010             | 2010             | 2015             | 2015             | 2015             | 2015             | 2016             | 2016             | 2016             | 2016             |
| Год / кварталПоказатели       | I             | II            | III           | IV            | I                | II               | III              | IV               | I                | II               | III              | IV               | I                | II               | III              | IV               | I                | II               | III              | IV               |
| ----------------------------- | ------------- | ------------- | ------------- | ------------- | ---------------- | ---------------- | ---------------- | ---------------- | ---------------- | ---------------- | ---------------- | ---------------- | ---------------- | ---------------- | ---------------- | ---------------- | ---------------- | ---------------- | ---------------- | ---------------- |
| на душу населения             | 1137,66       | 1185          | 1234          | 1285          | 2910             | 3053             | 3047             | 3060             | 5518             | 5625             | 5707             | 5902             | 9662             | 10 017           | 9673             | 9452             | 9776             | 9956             | 9889             | 9691             |
| для трудоспособного населения | 1232,28       | 1290          | 1350          | 1406          | 3138             | 3290             | 3288             | 3302             | 5956             | 6070             | 6159             | 6367             | 10 404           | 10 792           | 10 436           | 10 187           | 10 524           | 10 722           | 10 678           | 10 466           |
| для пенсионеров               | 851,32        | 894           | 930           | 962           | 2332             | 2449             | 2440             | 2450             | 4395             | 4475             | 4532             | 4683             | 7916             | 8210             | 7951             | 7781             | 8025             | 8163             | 8136             | 8000             |
| для детей                     | 1160,66       | 1182          | 1218          | 1272          | 2795             | 2937             | 2921             | 2931             | 5312             | 5423             | 5510             | 5709             | 9489             | 9806             | 9396             | 9197             | 9677             | 9861             | 9668             | 9434             |
| усреднённое на душу           | 1210,42       | 1210,42       | 1210,42       | 1210,42       | 3017,50          | 3017,50          | 3017,50          | 3017,50          | 5688             | 5688             | 5688             | 5688             | 9701             | 9701             | 9701             | 9701             | 9828             | 9828             | 9828             | 9828             |
| курс $ / соотношение          | 28,14 / 43,01 | 28,14 / 43,01 | 28,14 / 43,01 | 28,14 / 43,01 | 28,2864 / 106,68 | 28,2864 / 106,68 | 28,2864 / 106,68 | 28,2864 / 106,68 | 30,3692 / 187,30 | 30,3692 / 187,30 | 30,3692 / 187,30 | 30,3692 / 187,30 | 60,9579 / 159,14 | 60,9579 / 159,14 | 60,9579 / 159,14 | 60,9579 / 159,14 | 67,0349 / 146,60 | 67,0349 / 146,60 | 67,0349 / 146,60 | 67,0349 / 146,60 |

| Год / кварталПоказатели       | 2017             | 2017             | 2017             | 2017             | 2018             | 2018             | 2018             | 2018             | 2019             | 2019             | 2019             | 2019             | 2020             | 2020             | 2020             | 2020             | 2021             | 2021             | 2021             | 2021             | 2022   | 2022   | 2022   | 2022   |
| Год / кварталПоказатели       | I                | II               | III              | IV               | I                | II               | III              | IV               | I                | II               | III              | IV               | I                | II               | III              | IV               | I                | II               | III              | IV               | I      | II     | III    | IV     |
| ----------------------------- | ---------------- | ---------------- | ---------------- | ---------------- | ---------------- | ---------------- | ---------------- | ---------------- | ---------------- | ---------------- | ---------------- | ---------------- | ---------------- | ---------------- | ---------------- | ---------------- | ---------------- | ---------------- | ---------------- | ---------------- | ------ | ------ | ------ | ------ |
| на душу населения             | 9909             | 10 329           | 10 328           | 9786             | 10 038           | 10 444           | 10 451           | 10 213           | 10 753           | 11 185           | 11 012           | 10 609           | 10 843           | 11 468           | 11 606           | 11 329           | 11 653           | 11 653           | 11 653           | 11 653           | 12 654 | 12 654 | 12 654 | 12 654 |
| для трудоспособного населения | 10 701           | 11 163           | 11 160           | 10 573           | 10 842           | 11 280           | 11 310           | 11 069           | 11 653           | 12 130           | 11 942           | 11 510           | 11 731           | 12 392           | 12 542           | 12 273           | 12 702           | 12 702           | 12 702           | 12 702           | 13 793 | 13 793 | 13 793 | 13 793 |
| для пенсионеров               | 8178             | 8506             | 8496             | 8078             | 8269             | 8583             | 8615             | 8464             | 8894             | 9236             | 9090             | 8788             | 8944             | 9422             | 9519             | 9348             | 10 022           | 10 022           | 10 022           | 10 022           | 10 882 | 10 882 | 10 882 | 10 882 |
| для детей                     | 9756             | 10 160           | 10 181           | 9603             | 9959             | 10 390           | 10 302           | 9950             | 10 585           | 11 004           | 10 838           | 10 383           | 10 721           | 11 423           | 11 580           | 11 140           | 11 303           | 11 303           | 11 303           | 11 303           | 12 274 | 12 274 | 12 274 | 12 274 |
| усреднённое на душу           | 10 088           | 10 088           | 10 088           | 10 088           | 10 286,50        | 10 286,50        | 10 286,50        | 10 286,50        | 10 889,75        | 10 889,75        | 10 889,75        | 10 889,75        | 11 311,50        | 11 311,50        | 11 311,50        | 11 311,50        | 11 653           | 11 653           | 11 653           | 11 653           | 12 654 | 12 654 | 12 654 | 12 654 |
| курс $ / соотношение          | 58,3529 / 172,88 | 58,3529 / 172,88 | 58,3529 / 172,88 | 58,3529 / 172,88 | 62,7078 / 164,04 | 62,7078 / 164,04 | 62,7078 / 164,04 | 62,7078 / 164,04 | 64,7362 / 168,22 | 64,7362 / 168,22 | 64,7362 / 168,22 | 64,7362 / 168,22 | 72,1464 / 156,79 | 72,1464 / 156,79 | 72,1464 / 156,79 | 72,1464 / 156,79 | 73,6824 / 158,15 | 73,6824 / 158,15 | 73,6824 / 158,15 | 73,6824 / 158,15 | /      | /      | /      | /      |

| Величина прожиточного минимума, руб./мес., Москва | II квартал 2017 | I квартал 2018 | II квартал 2018 | III квартал 2018 | IV квартал 2018 | I квартал 2019 | II квартал 2019 | III квартал 2019 | IV квартал 2019 |
| ------------------------------------------------- | --------------- | -------------- | --------------- | ---------------- | --------------- | -------------- | --------------- | ---------------- | --------------- |
| на душу населения                                 | 16 426          | 15 786         | 16 463          | 16 260           | 16 087          | 16 957         | 17 679          | 17 329           | 16 843          |
| для трудоспособного населения                     | 18 742          | 17 990         | 18 781          | 18 580           | 18 376          | 19 351         | 20 195          | 19 797           | 19 233          |
| для пенсионеров                                   | 11 603          | 11 157         | 11 609          | 11 505           | 11 424          | 12 005         | 12 487          | 12 253           | 11 952          |
| для детей                                         | 14 252          | 13 787         | 14 329          | 13 938           | 13 747          | 14 647         | 15 225          | 14 889           | 14 440          |

Разделение величины прожиточного минимума со своими персональными значениями существует в каждом субъекте РФ.

## Оценки и мнения независимых экспертов
Многие независимые эксперты-экономисты, в том числе глава «ВЦУЖ» Вячеслав Бобков, полагают, что официально установленный прожиточный минимум в России искусственно занижен в 2-2,5 раза, по сравнению с реальным. С 1 января 2013 г. Правительство России изменило принцип формирования потребительской корзины. Теперь в ней учитывается только стоимость пищевых продуктов, а стоимость непродовольственных товаров и услуг берётся как 50 % от стоимости продуктовой корзины. По мнению экспертов, это позволяет, за счёт «статистических манипуляций», искусственно сдерживать официально установленный прожиточный минимум. Таким образом «государство пытается сократить социальную нагрузку на бюджет» — заявил российский эксперт в интервью «Deutsche Welle».
Правительство РФ с января 2021 года отказалось от расчёта прожиточного минимума и МРОТ на основе продуктовой корзины, прожиточный минимум будет рассчитываться как 44,2 % от величины медианного дохода граждан, а МРОТ — 42 % от медианной заработной платы по РФ за прошлый год. В связи с ростом цен на продукты питания, товары и услуги и падением реальных располагаемых доходов населения в последние годы, С. М. Миронов назвал это решение Правительства РФ «шулерским трюком».
В 2021 году так же была произведена отвязка от прожиточного минимума для определения уровня бедности.